# Gunner Larsen
Gunner Larsen (født 30. marts 1938 i Valby, død 29. januar 2010) var en dansk typograf og socialdemokratisk politiker, der fra 1. marts 1983 til 1. april 2000 var borgmester i Glostrup Kommune.
Gunner Larsen blev født i Valby men flyttede snart til Glostrup, hvor han voksede op. Hans far, Robert Larsen, var automekaniker og aktiv modstandsmand under besættelsen. Men sønnen Gunner interesserede sig imidlertid ikke for biler og anskaffede sig aldrig en sådan. I stedet blev han uddannet typograf på Folkebladet i Glostrup, hvor han efterfølgende blev ansat.
Som blot 16-årig blev han leder af den lokale afdeling af DUI, og dernæst blev han formand for DSU's afdeling i Glostrup. I 1962-1965 var han bestyrelsesmedlem i DSU Københavns Amt, og i 1965-1968 bestred han posten som formand for Socialdemokratiet i Glostrup.
I 1966 blev han valgt for Socialdemokratiet til kommunalbestyrelsen i Glostrup Kommune, hvor han havde sæde indtil 31. december 2001. I 1974 blev han valgt til 1. viceborgmester, og den 1. marts 1983 overtog han posten som borgmester efter Martin Nielsen, som valgte at nedlægge sit hverv for i stedet at blive direktør for Glostrup Boligselskab.
Gunner Larsen tiltrådte borgmesterposten midt i en økonomisk krisetid. Det betød, at han måtte starte med at gennemføre besparelser. Først i 1990'erne begyndte det at lysne igen. På trods af besparelserne blev han en populær borgmester, som blev genvalgt ved kommunalvalgene i 1985, 1989, 1993 og 1997. Også uden for kommunegrænsen var han vellidt og respekteret, og blev derfor tildelt ekstra poster som bl.a. formand for Vestegnens Brandvæsen, formand for Glostrup Boligselskab og formand for Vestforbrænding.
Kunsten havde en særlig plads i Gunner Larsens hjerte, og han var drivkraften bag opsætningen af mange skulpturer og anden kunst i kommunen.